# كارل كومزاك الثاني
كارل كومزاك الثاني (بالتشيكية: Karel Komzák II)‏ (8 نوفمبر 1850 – 23 أبريل 1905) هو ملحن نمساوي من أصل بوهيمي، اشتهر بمؤلفاته من رقصات وموسيقى المارش، وأشهر أعماله «مارش الأرشيدوق ألبرخت» (Erzherzog-Albrecht-Marsch).

## النشأة والتعليم
وُلد كومزاك في براغ عام 1850، وتلقى تدريبه الأولي على يد والده الملحن وقائد الفرقة الموسيقية كارل كومزاك الأول. درس الكمان والنظرية الموسيقية والقيادة الموسيقية في كونسرفتوار براغ بين عامي 1861 و1867.

## المسيرة الموسيقية
في مارس 1869، انضم إلى فرقة والده العسكرية التابعة للفوج الحادي عشر في لينتس، حيث عزف على الكمان وآلة الباريتون. لاحقًا، قاد عدة فرق موسيقية عسكرية ومدنية في فيينا، وأسهم في إثراء الحياة الموسيقية هناك بأعماله ذات الطابع المبهج والإيقاعات الراقصة، والتي لاقت رواجًا واسعًا في أواخر القرن التاسع عشر.

## الوفاة
توفي كارل كومزاك الثاني في 23 أبريل 1905 في باد فيملز، النمسا، بعد مسيرة موسيقية تركت بصمة واضحة في تاريخ الموسيقى الراقصة والمارشات العسكرية في أوروبا الوسطى.